# Шингаккуль
Шингаккуль (баш. Шөңгәккүл, от шөңгәк — высыхающий и күл — озеро) — озеро в Чишминском районе республики Башкортостан, расположено в 2 км к северо-востоку от железнодорожной станции Шингак-Куль на территории заказника «Шингак-Куль».

## Общая информация
Площадь поверхности — 2,4 км². Относится к бассейну реки Дёма (Кугидель), питается за счёт атмосферных осадков.
Заболочено, в результате чего разделилось на 4 отдельных части.
Бессточное, имеет заболоченные и заросшие берега, вокруг озера располагаются открытые степные пространства — всё это делает его плохо доступным для людей, создавая благоприятные условия гнездовью птиц, таких как серый гусь, серощекая поганка, краснозобая казарка, луток, чернозобая гагара, черношейная поганка, большая выпь, кваква, белолобый гусь, красноносый нырок, кудрявый пеликан. В самом озере обитают золотистый и серебряный караси.

## Памятник природы
С 1965 года является комплексным памятником природы, площадь охраняемой зоны — 240,0 га.
Объектами охраны озера являются озёрные экосистемы, как например:
- Стация околоводных и водоплавающих птиц (например лебедь-шипун), также нуждающихся в охране;
- Классические влажные и заболоченные пойменные луга, где произрастает ятрышник шлемоносный и дремлик болотный[9].

Назначение особо охраняемых природных территорий:
- оберегание всего природного комплекса;
- сохранение фоновых и редких видов животных и растений, эталонных типов прибрежно-водных и водно-болотных растительных сообществ[9].

Следуя особенностям природного комплекса на территории памятника природы запрещается охотиться], ловить рыбу (кроме зимы), добывать тростник и торф, воду из водоема для хозяйственных нужд (в том числе мелиорации), использовать пестициды в водоохранной зоне, рубить кустарник.